# Konoe Tennō
Konoe Tennō (近衛天皇?) (16 de junio de 1139 - 22 de agosto de 1155) fue el 76° septuagésimo sexto emperador de Japón, según el orden tradicional de sucesión. Reinó desde el 5 de enero de 1142 hasta su fallecimiento el 22 de agosto de 1155, a la edad de 16 años. Su nombre personal fue Narihito (体仁).
Fue el noveno hijo de Toba Tennō, su padre gobernaba como emperador enclaustrado durante su reinado.

## Eras de su reinado
- Eiji (1141–1142)
- Kōji (1142 - 1144)
- Ten'yō (1144 - 1145)
- Nimpyō (1145 - 1151)
- Kyūju (1151 - 1154)

## Sucesión
| Predecesor: Sutoku Tennō | Emperador de Japón 1142-1155 | Sucesor: Go-Shirakawa Tennō |